# 2845 Franklinken
2845 Franklinken este un asteroid din centura principală, descoperit pe 26 iulie 1981 de Edward Bowell.